# ۱۲۱۱ (میلادی)
۱۲۱۱ (میلادی) هزار و دویست و یازدهمین سال تقویم میلادی است.

## درگذشتگان
- آلکسیوس سوم، امپراتور بیزانس

‎